# Сокольнический Павильонный проезд
Соко́льнический Павильо́нный прое́зд (ранее — Соко́льничий Павильо́нный прое́зд) — проезд в Восточном административном округе города Москвы на территории района Сокольники.

## История
Проезд получил современное название до 1917 года по охотничьему павильону, существовавшему в Сокольниках. Ранее назывался Сокольничий Павильонный проезд.

## Расположение
Сокольнический Павильонный проезд расположен в южной части территории парка «Сокольники» и проходит от Сокольнической площади и улиц Сокольнический Вал и Олений Вал на северо-запад до проезда Сокольнического Круга.

## Транспорт

### Наземный транспорт
По Сокольническому Павильонному проезду не проходят маршруты наземного общественного транспорта. У южного конца проезда расположены остановка «ПКиО Сокольники» автобусов № 75 (на Богородском шоссе), 78, 716 (на Сокольнической площади), остановка «Метро „Сокольники“» автобусов № 40, 75, 78, 122, 140, 239, 265, 716, 783 (на Сокольнической площади), остановка «Сокольническая застава» трамваев № Б, 4л, 4пр, 25, 45 (на улице Олений Вал).

### Метро
- Станция метро «Сокольники» Сокольнической линии — южнее проезда, на Сокольнической площади.